# Humoresky (Antonín Dvořák)
Humoresky Op. 101 (B. 187) je cyklus klavírních skladeb Antonína Dvořáka, který napsal během léta 1894. Hudební kritik David Hurwitz označil sedmou Humoresku jako: „pravděpodobně nejznámější malou klavírní skladbu po Beethovenově Pro Elišku.“

## Příběh vzniku
Během Dvořákova pobytu v USA, kde byl Dvořák od roku 1892 do roku 1895 ředitelem newyorské konzervatoře, si skladatel zaznamenal do svých zápisníků mnoho hudebních témat. Některá z nich použil v dalších skladbách a dílech, především v Novosvětské symfonii, také v Americkém smyčcovém kvartetu, v Kvintetu Es dur, a také v Sonatině pro housle, ale jiná zůstala nepoužita. Několik témat Humoresek pochází z tohoto období, z let 1892–1893.
V roce 1894 Dvořák trávil léto s rodinou ve Vysoké u Příbramě. Během tohoto pobytu Dvořák začal s nasbíranými materiály pracovat a tvořit cyklus krátkých klavírních skladeb. 19. července 1894 zapsal první Humoresku v B dur (dnes 6. v cyklu). Krátce po té už začal intenzivně komponovat s cílem cyklus dokončit a zveřejnit ho. Celý cyklus byl hotový 27. srpna 1894 a byl pojmenován Humoresky krátce předtím, než Dvořák odeslal noty svému německému vydavateli F. Simrockovi. Simrock dílo vydal na podzim roku 1894.

## Skladby
Cyklus se skládá z osmi skladeb:
1. Vivace (es moll)
2. Poco andante (B dur)
3. Poco andante e molto cantabile (As dur)
4. Poco andante (F dur)
5. Vivace (a moll)
6. Poco allegretto (B dur)
7. Poco lento e grazioso (Ges dur)
8. Poco andante — Vivace – Meno mosso, quasi Tempo I (b moll)

Hlavní téma první Humoresky bylo načrtnuto v New Yorku na Silvestra 1892 a nadepsáno Marche funèbre. Toto hudební téma v moll byl doplněno poznámkou: „lidé zpívající na ulici“. Téma k úvodu čtvrté Humoresky bylo také zapsáno v New Yorku spolu se zamýšlenou a nerealizovanou operou Hiawatha.

## „Stálo prase na terase…“
V USA se hlavní téma nejslavnější Dvořákovy Humoresky číslo 7 stala základem pro sérii skatologických humorných veršů spojených s toaletama v osobních vagonech vlaků: „Passengers will please refrain from flushing toilets while the train is standing still within the stationhouse.“ Melodie spolu s těmito slovy dosáhla skoro statutu tradiční lidové písně, často titulovánu jednoduše jako „Humoresque“. Tak jako se všema lidovými skladbami, tak i s Humoresqueou je spojeno nepočitatelně veršů, často spojené s nesnázemi na záchodě a nečekanými řešeními.
V Československu byla situace podobná, například v románu Karla Poláčka Bylo nás pět se na tu stejnou melodii zpívá píseň s textem: „Stálo prase na terase, houpalo se na vocase, spadlo na zem, udělalo: bác!“